# Сотокастело (Бреша)
Сотокастело је насеље у Италији у округу Бреша, региону Ломбардија.
Према процени из 2011. у насељу је живело 889 становника. Насеље се налази на надморској висини од 401 м.